# هني ماير
هني ماير (بالهولندية: Henny Meijer)‏ (مواليد 17 فبراير 1962) هو لاعب كرة قدم. يلعب مع منتخب هولندا لكرة القدم منذ عام 1987.

## وصلات خارجية
- هني ماير على موقع الاتحاد الأوربي (الإنجليزية)
- هني ماير على موقع رابطة كرة القدم اليابانية للمحترفين (اليابانية)
- هني ماير على موقع قاعدة بيانات كرة القدم.إي يو (الإنجليزية)
- هني ماير على موقع ناشيونال فوتبول تيمز (الإنجليزية)
- هني ماير على موقع عالم كرة القدم.نت (الإنجليزية)

- National Football Teams